# A nagy számok törvénye
A nagy számok törvénye a valószínűségszámítás egyik alapvető tétele. A törvény azt mondja ki, hogy egy kísérletet sokszor elvégezve az eredmények átlaga egyre közelebb lesz a várható értékhez. A közeledés nem monoton, mivel újra és újra felbukkannak nem tipikus eredmények. Precízebb megfogalmazásban: ha {\displaystyle X_{1},\ldots ,X_{n}} azonos eloszlású független valószínűségi változók véges {\displaystyle E(X_{i})=\mu } várható értékkel (i = 1, 2, ..., n), akkor {\displaystyle {\sum _{i=1}^{n}X_{i}}/n\to \mu \,}.
A törvénynek van egy gyenge és egy erős változata attól függően, hogy pontosan mit értünk konvergencia alatt:
- a gyenge változat szerint sztochasztikus konvergenciát, azaz

{\displaystyle \lim _{n\to \infty }\operatorname {P} \left(\left|{\overline {X}}_{n}-\mu \right|<\varepsilon \right)=1}
teljesül minden pozitív {\displaystyle \varepsilon }-ra;
- az erős változat szerint 1 valószínűségű (majdnem biztos) konvergenciát, azaz

{\displaystyle \operatorname {P} \left(\lim _{n\rightarrow \infty }{\overline {X}}_{n}=\mu \right)=1}.

## Alkalmazásai
- Biztosítás: a biztosítók meg tudják becsülni a jövőbeli kifizetések nagyságát. Minél több a biztosított személy, vagy tárgy, annál kisebb a véletlen befolyása. A nagy számok törvényével azonban az egyes káresemények nem jósolhatók meg. A tétel alkalmazhatóságát ronthatják az előre nem látható események, például az éghajlatváltozás.
- Orvostudomány: az új kezelési módszerek vizsgálatában a nagy elemszámú minta csökkenti a véletlen befolyását, habár teljesen nem tudja kiküszöbölni.
- Természettudományok: a mérési hibát több mérés átlagolásával csökkenteni lehet.

## Példa
Egy szabályos tömegeloszlású pénzérme ugyanolyan valószínűséggel esik fejre, mint írásra. Minél többször dobjuk fel, annál valószínűbb, hogy aránylag a dobások felében kapunk fejet. Fontos, hogy a közeledés csak az arányra vonatkozik, a különbségre nem. 
A tétel egy gyakori félreértése, különösen a szerencsejátékosok körében, hogy az következne belőle, hogy a véletlen események valamiképpen kiegyenlítik egymást (például ha sokszor egymás után piroson állt meg a rulettgolyó, akkor a következőkben sokszor kell feketén megállnia, hogy a pirosok és a feketék száma megint nagyjából egyenlő legyen). Valójában ennek az ellenkezője igaz: az elvégzett kísérletek n számának növekedésével egyre nagyobb abszolút eltérés várható az eredmények összege és a várható érték n-szerese között, azonban ez az eltérés lassabban nő, mint n, így a relatív eltérés csökken.
Például egy érmedobás-sorozat így kezdődik: fej, írás, fej, fej. Ebből a fej háromszor fordult elő, írás egyszer, a fejek aránya  ¾, az írásé ¼. 96 további dobás után 47 írás és 53 fej van, a különbség 53 - 47 = 6, ami nagyobb, mint 3 - 1 = 2, de a {\displaystyle \textstyle {\frac {53}{100}}=0{,}53} közelebb esik a 0,5 várható értékhez, mint a ¾ = 0,75.

## A nagy számok gyenge törvénye
Azt mondjuk, hogy az {\displaystyle X_{1},X_{2},X_{3},\dots \in {\mathcal {L}}^{1}} valószínűségi változók eleget tesznek a nagy számok gyenge törvényének, ha a {\displaystyle {\overline {X}}_{n}=\sum _{i=1}^{n}\left(X_{i}-E(X_{i})\right)/n} tapasztalati várható értékre, és minden pozitív ε-ra:
{\displaystyle \lim _{n\rightarrow \infty }\operatorname {P} \left(\left|{\overline {X}}_{n}\right|>\varepsilon \right)=0}.
Különféle feltételek kellenek a gyenge konvergencia teljesüléséhez. Egy ilyen feltétel szerint, ha az {\displaystyle X_{1},X_{2},X_{3},\dots } valószínűségi változók szórásai közös korlát alatt maradnak, és a változók korrelálatlanok, vagyis {\displaystyle \operatorname {cov} (X_{i},X_{j})=0} minden {\displaystyle i\neq j}-re.
Hincsin feltételei szerint, ha a {\displaystyle X_{1},X_{2},X_{3},\dots } sorozat valószínűségi változói függetlenek, és egyforma eloszlásúak, és várható értékük véges, akkor szintén teljesül a gyenge konvergencia.
Hincsin tétele levezethető a Csebisev-egyenlőtlenségből.

## A nagy számok erős törvénye
Azt mondjuk, hogy a {\displaystyle X_{1},X_{2},X_{3},\dots \in {\mathcal {L}}^{1}} valószínűségi változók sorozata eleget tesz a nagy számok erős törvényének, ha a
{\displaystyle {\overline {X}}_{n}=\sum _{i=1}^{n}(X_{i}-E({X}_{i}))/n} tapasztalati várható értékre:
{\displaystyle \operatorname {P} \left(\limsup _{n\rightarrow \infty }|{\overline {X}}_{n}|=0\right)=1}.
A nagy számok erős törvénye teljesül például akkor, ha a valószínűségi változók függetlenek, és egyforma eloszlásúak. N. Etemadi feltételei szerint elég, ha egyforma eloszlásúak, és páronként függetlenek; a szórás végessége nem kell. Egy harmadik elégséges feltétel szerint a változók páronként korrelálatlanok, és szórásuk véges.
Az erős törvényből következik a gyenge törvény. Az ergodikus tételek általánosítják a nagy számok törvényét stacionárius sztochasztikus folyamatokra. Az egyik az individuális ergodikus tétel, a másik az Lp-ergodikus tétel, ezek még páronkénti függetlenséget sem tételeznek fel.

## Értelmezése
Az analízisben tanulmányozott klasszikus sorozatoktól eltérően nem lehet abszolút jellemezni egy sorozat konvergenciáját. Ennek az az alapja, hogy például kockadobáskor nem zárhatók ki olyan sorozatok, ahol eredményként például 6, 6, 6, … adódik. Egy ilyen sorozatban azonban a tapasztalati számtani közepek nem konvergálnak a 3,5 várható értékhez. A nagy számok törvénye nem is állít abszolút konvergenciát, hanem csak azt, hogy az ilyen sorozatok valószínűsége nulla, vagyis majdnem lehetetlenek.
A nagy számok törvénye a {\displaystyle X_{1},X_{2},X_{3},\dotsc } sorozatok centrált valószínűségi változóinak számtani közepeiről szól:
{\displaystyle {\overline {X}}_{1}=X_{1}-E(X_{1}),\;{\overline {X}}_{2}={\tfrac {1}{2}}((X_{1}-E(X_{1}))+(X_{2}-E(X_{2}))),\;{\overline {X}}_{3}={\tfrac {1}{3}}((X_{1}-E(X_{1}))+\dotsb +(X_{3}-E(X_{3}))),\dotsc }
Mivel bármikor előfordulhat kiugró eredmény, a {\displaystyle {\overline {X}}_{1},{\overline {X}}_{2},{\overline {X}}_{3},\dotsc } sorozat nullához tartásának jellemzésére nem elégséges egy tetszőlegesen kicsi {\displaystyle \varepsilon >0} értéket megadni, mint a klasszikus sorozatoknál, hanem szükség van egy {\displaystyle p_{\text{max}}>0} toleranciavalószínűségre is. A nagy számok gyenge törvénye azt jelenti, hogy egy előre megadott {\displaystyle \varepsilon } toleranciahatárhoz és {\displaystyle p_{\text{max}}} toleranciavalószínűséghez található egy elég nagy {\displaystyle n} index, hogy egy, az {\displaystyle \varepsilon } távolságot túllépő {\displaystyle |{\overline {X}}_{n}-0|=|{\overline {X}}_{n}|} esemény legfeljebb {\displaystyle p_{\text{max}}} valószínűséggel következik be. Ezzel szemben a nagy számok erős törvénye egy olyan eseményre vonatkozik, ami az {\displaystyle |{\overline {X}}_{n}|,|{\overline {X}}_{n+1}|,|{\overline {X}}_{n+2}|,\dotsc } távolságok valamelyike túllépi az {\displaystyle \varepsilon } távolságot.

## Története
A nagy számok törvényét először Jakob Bernoulli jegyezte fel 1689-ben, de csak halála után jelent meg, 1713-ban. Bernoulli a nagy számok gyenge törvényét az arany tételnek nevezte. Az erős törvény kimondására 1909-ig kellett válni, Émile Borel érmefeldobás esetére írta le az első változatát. 1917-ben Francesco Cantelli elsőnek bizonyította be az erős törvényt az általános esetre.
1981-ben Etemadi kiegészítette a nagy számok törvényét. Ez azt jelenti, hogy a tétel teljesül, ha a valószínűségi változók páronként függetlenek, létezik a várható értékük és várható értékük véges.

## Fordítás
Ez a szócikk részben vagy egészben  a   Gesetz der großen Zahlen című német Wikipédia-szócikk fordításán alapul.  Az eredeti cikk szerkesztőit annak laptörténete sorolja fel. Ez a jelzés csupán a megfogalmazás eredetét és a szerzői jogokat jelzi, nem szolgál a cikkben szereplő információk forrásmegjelöléseként.